# Sutton (Nou Hampshire)
Sutton és una població dels Estats Units, a l'estat de Nou Hampshire. Segons el cens del 2000 tenia 1.544 habitants.

## Demografia
Segons el cens del 2000, Sutton tenia 1.544 habitants, 621 habitatges, i 457 famílies. La densitat de població era de 14,1 habitants per km².
Dels 621 habitatges en un 30% hi vivien nens de menys de 18 anys, en un 65,1% hi vivien parelles casades, en un 6% dones solteres, i en un 26,4% no eren unitats familiars. En el 20,9% dels habitatges hi vivien persones soles el 7,6% de les quals corresponia a persones de 65 anys o més que vivien soles. El nombre mitjà de persones vivint en cada habitatge era de 2,47 i el nombre mitjà de persones que vivien en cada família era de 2,88.
Per edats la població es repartia de la següent manera: un 22,2% tenia menys de 18 anys, un 5,2% entre 18 i 24, un 26,5% entre 25 i 44, un 30,4% de 45 a 60 i un 15,8% 65 anys o més.
L'edat mediana era de 43 anys. Per cada 100 dones de 18 o més anys hi havia 92,9 homes.
La renda mediana per habitatge era de 50.924 $ i la renda mediana per família de 56.685 $. Els homes tenien una renda mediana de 34.250 $ mentre que les dones 30.658 $. La renda per capita de la població era de 24.432 $. Entorn del 2,8% de les famílies i el 5% de la població estaven per davall del llindar de pobresa.